# Rialp
Rialp (auch: Rialb) ist eine katalanische Gemeinde (Municipio) mit 664 Einwohnern (Stand: 2024) in der Provinz Lleida im Nordosten Spaniens. Sie ist Teil der Comarca Pallars Sobirà. Neben dem Hauptort Rialp besteht die Gemeinde aus den Ortschaften Beraní, Careque, Escàs, Rodés, Roní und Surp.

## Lage
Rialp liegt etwa 95 Kilometer nordnordöstlich von Lleida am Noguera Pallaresa in einer Höhe von ca. 725 m. Eine Seilbahn führt zum Torreta de l’Orri (2438 m) hinauf.

## Einwohnerentwicklung
| 1900 | 1930 | 1950 | 1970 | 1981 | 1991 | 2001 | 2011 | 2021 |
| ---- | ---- | ---- | ---- | ---- | ---- | ---- | ---- | ---- |
| 506  | 523  | 365  | 656  | 375  | 466  | 519  | 664  | 658  |

## Sehenswürdigkeiten
- Burganlage von Rialp
- Marienkirche in Rialp
- Cosmas-und-Damian-Kapelle
- Ascylus-und-Victoria-Kirche in Surp
- Andreaskapelle in Rodés
- Rathaus

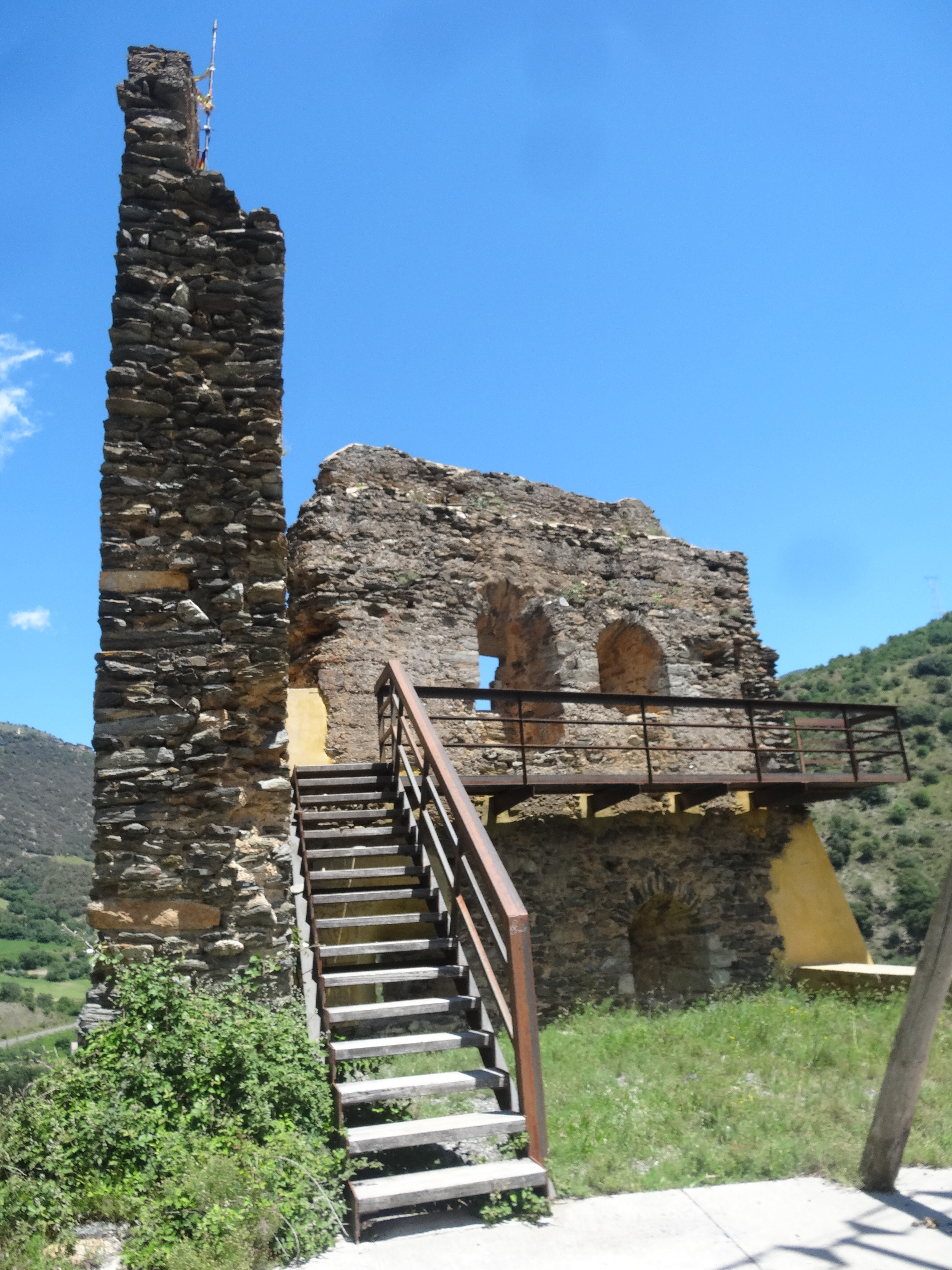
Burgreste von Rialp
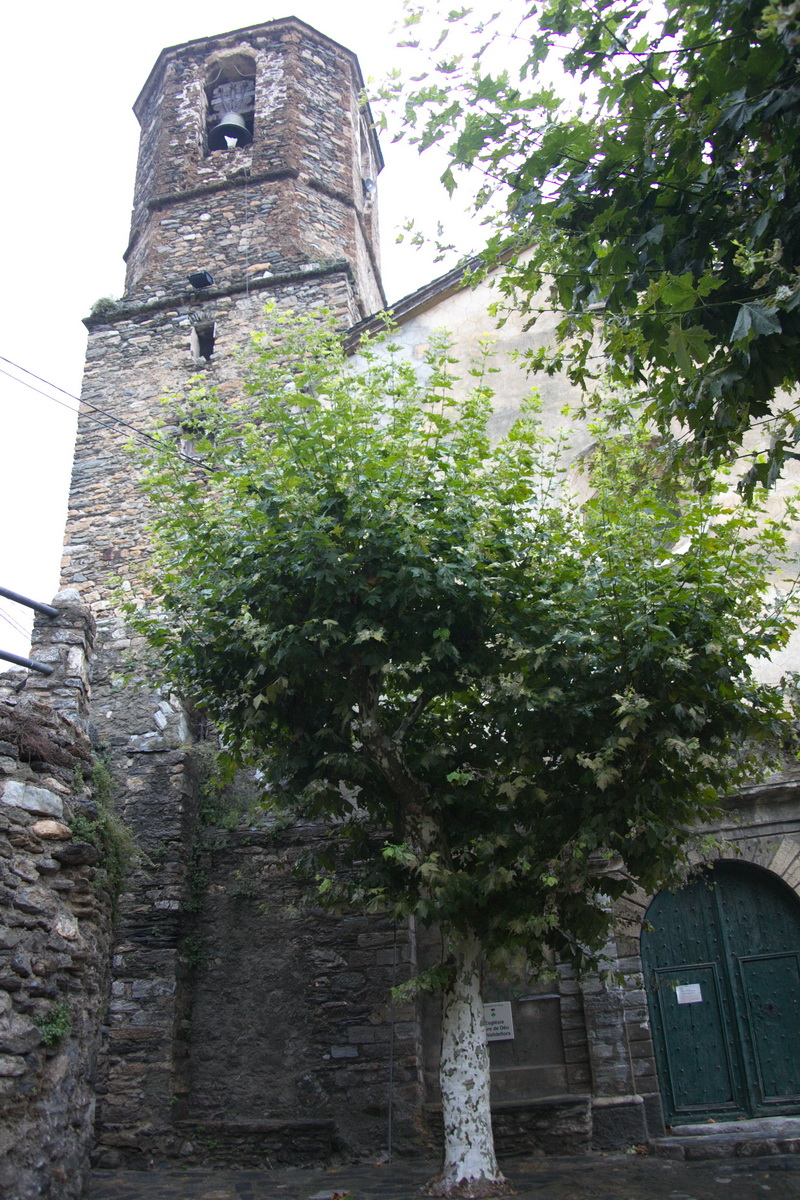
Marienkirche
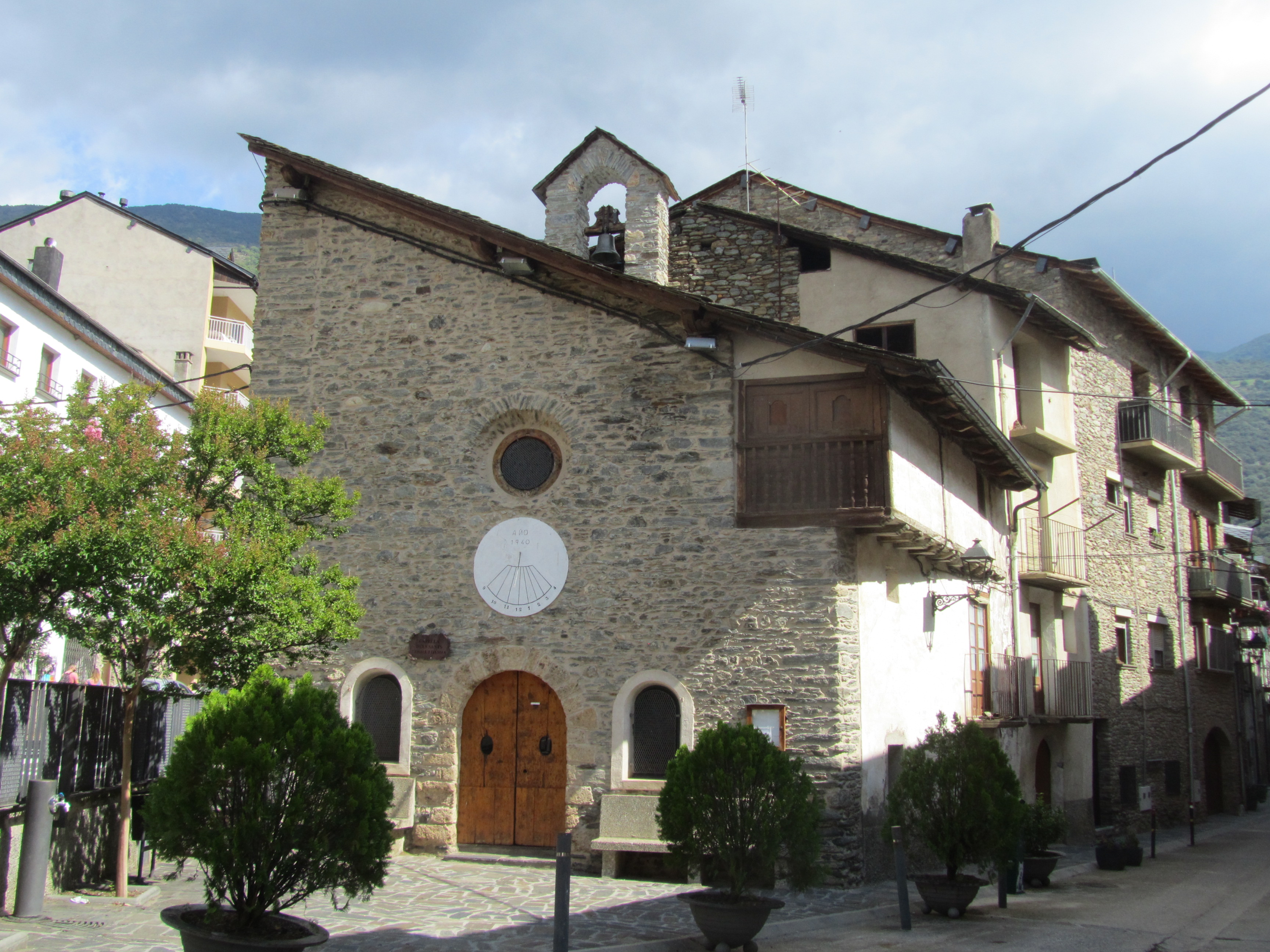
Cosmas-und-Damian-Kapelle
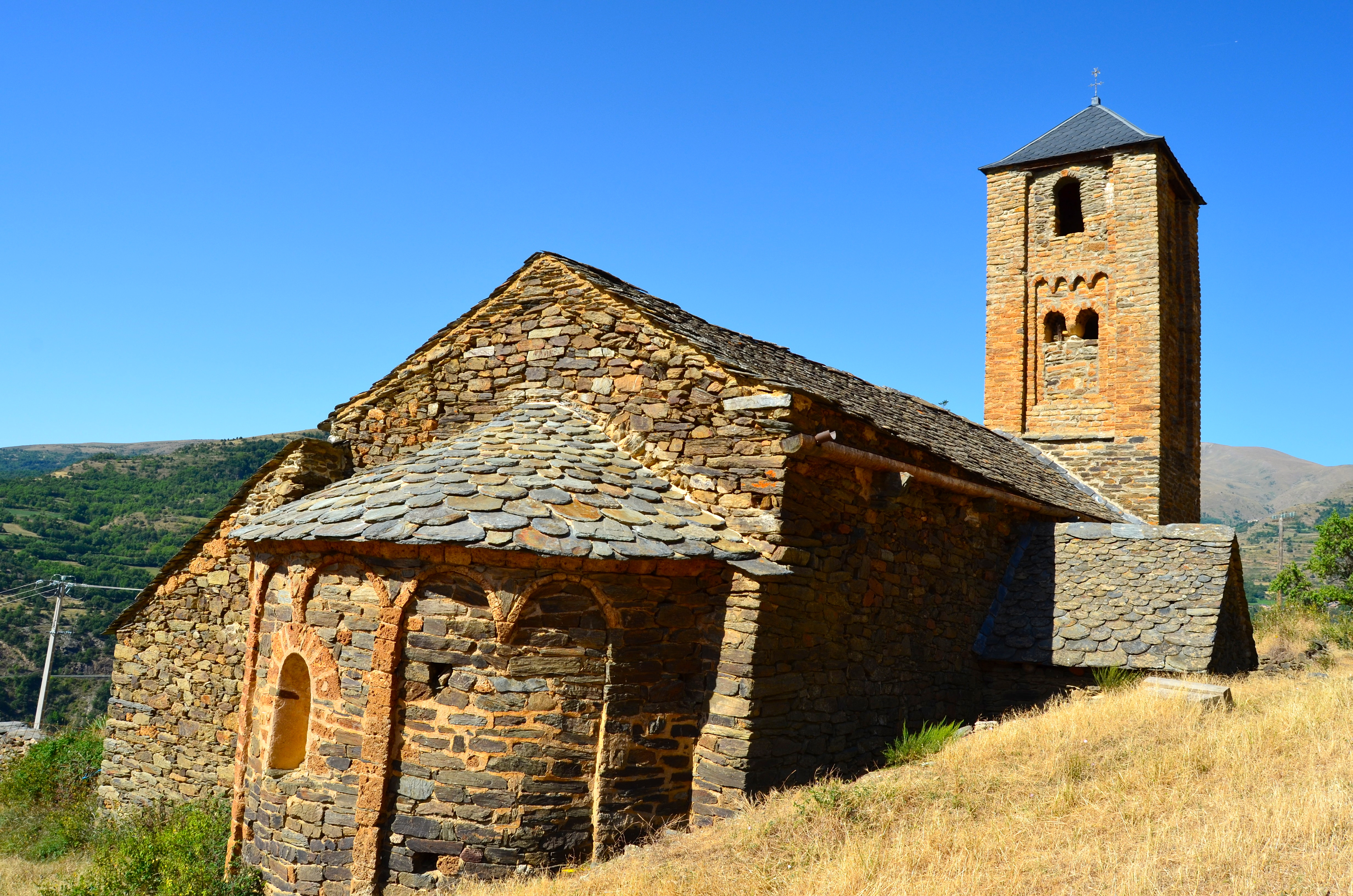
Ascylus-und-Victoria-Kirche
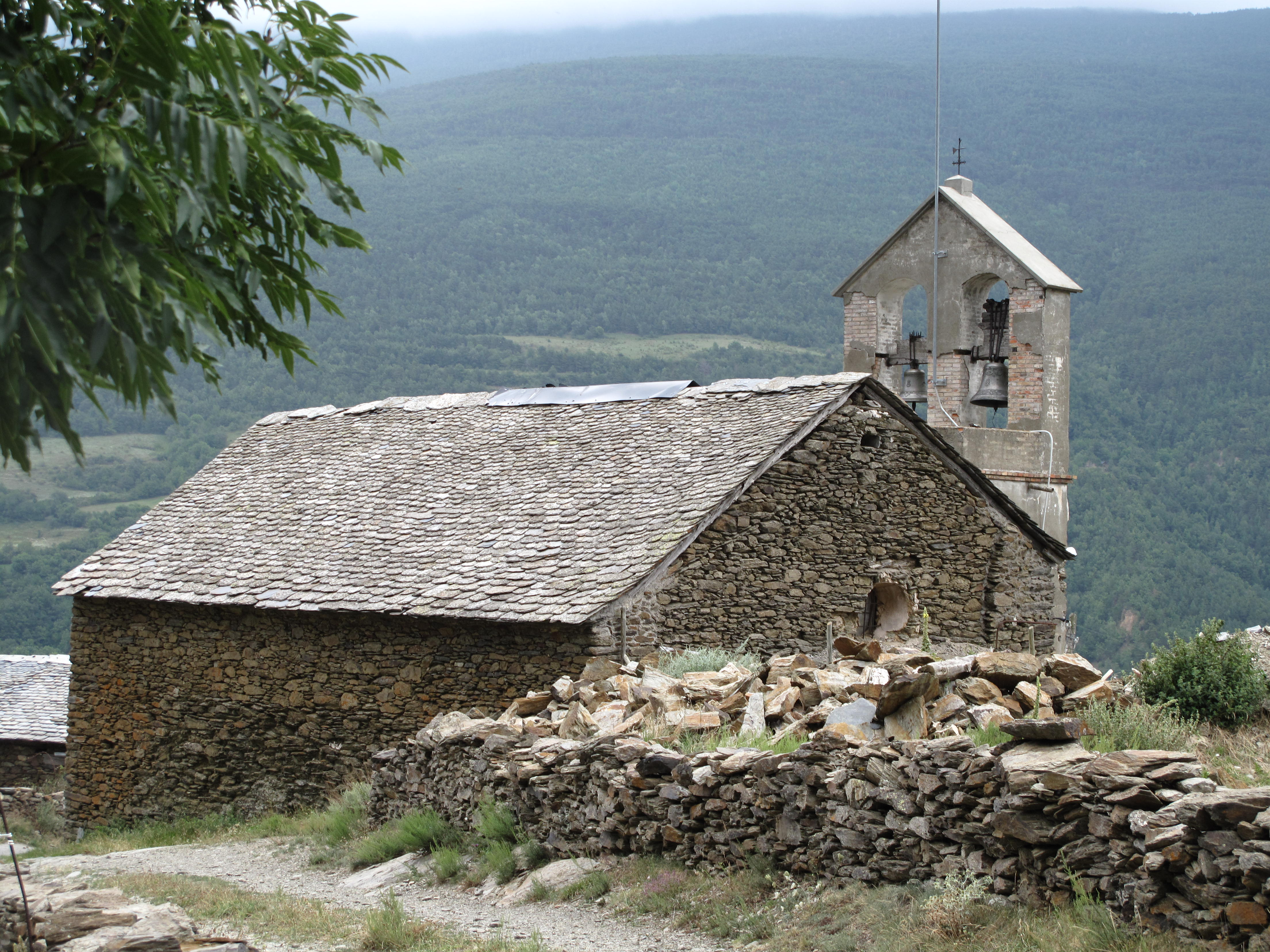
Andreaskapelle